# Audry Diansangu
Audry Diansangu (Brussel, 25 september 1991) is een Belgisch voetballer.

## Carrière
Diansangu genoot zijn jeugdopleiding bij onder meer RFC Evere, Royale Union Saint-Gilloise en Club Brugge KV. In 2009 kreeg hij een contract als profvoetballer bij Antwerp FC.
Op 19 augustus maakte hij zijn competitiedebuut tegen Standaard Wetteren: hij mocht toen Zarko Jelicic vervangen na 75 minuten. Op 23 augustus mocht hij na 63 minuten Darko Pivaljević vervangen in het bekerduel tegen FC Bleid en hij wist na 4 minuten zijn eerste keer voor Antwerp te scoren. In 2011 verliet hij Antwerp voor FC Bleid-Gaume.